# Península de Quenai

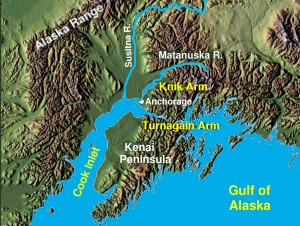
A península de Quenai, no Alasca

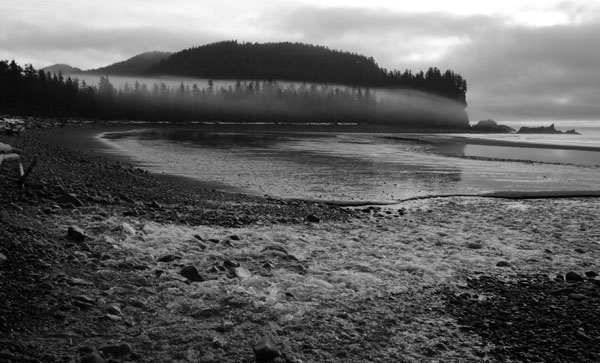
Costa da península de Quenai

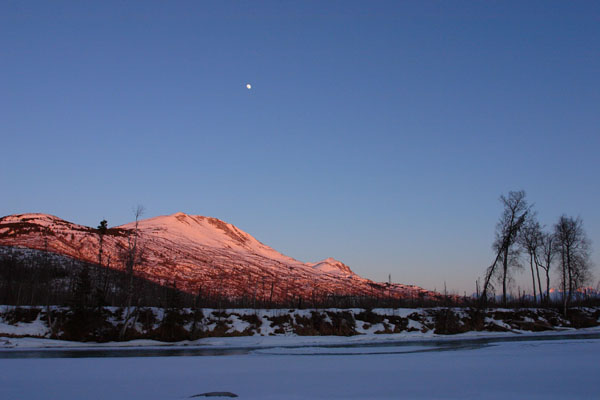
Rio Quenai

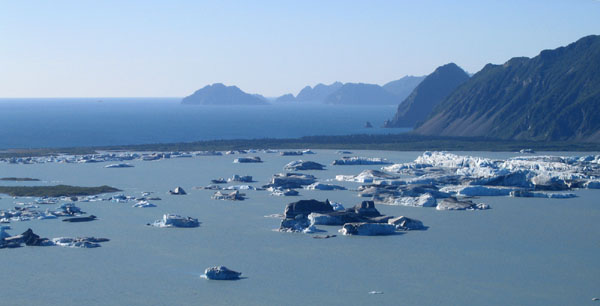
Lago Glaciar do Urso (Bear Glacier Lake) e Oceano Pacífico

A península de Quenai (em inglês:  Kenai Peninsula) é uma grande península que sobressai da costa sul do Alasca, nos Estados Unidos da América, e entra pelo golfo do Alasca. O nome deriva provavelmente de Kenayskaya, o nome em russo da enseada de Cook (Cook Inlet), que bordeja a península pelo lado oeste.
Administrativamente, a maior parte da península pertence ao Distrito da península de Quenai e uma pequena parte, a que liga ao continente, à Área Censitária de Valdez-Cordova.
O explorador e navegante russo Gerasim Izmailov (c. 1745 - depois de 1795) foi o primeiro a explorar e cartografar a península em 1789.

## Geografia
A península estende-se aproximadamente 240 km para sudoeste desde os Montes Chugach, a sul da cidade de Anchorage. Está separada da massa continental, a oeste, pelas águas da enseada de Cook e, a leste, pelas do estreito do Príncipe William (Prince William Sound).
Os Montes Quenai (2 130 m), cobertos de glaciares, são uma cordilheira que se estende pelo sudeste da península ao longo da costa do golfo do Alasca. Grande parte da cordilheira está dentro do Parque Nacional dos Fiordes de Quenai (Kenai Fjords National Park). A costa noroeste, que fecha a enseada de Cook, é mais plana e pantanosa, e é pontilhada com numerosos pequenos lagos, como o Lago do Urso (Bear Lake). Existem também alguns dos maiores lagos no interior da península, incluindo a Lago Skilak (Skilak Lake) e o Lago Tustumena (Tustumena Lake). Os principais rios que atravessam a península são o Rio Quenai, famoso pela população de salmão, o rio Russian (Russian river), o Rio Kasilof (Kasilof River) e rio Anchor (rio Anchor).